# Eamon Sullivan
Eamon Sullivan (Perth, 30. kolovoza 1985.) je australski plivač i trenutni svjetski rekorder u utrci na 50 metara slobodnim stilom u dugim bazenima (21.28 s).
Ima dva odličja sa Svjetskog prvenstva 2007. u Melbourneu (zlato u utrci 4 x 100 m mješovito, bronca u utrci 100 m slobodno), te dva odličja s Igara Commonwealtha 2006. (zlato u utrci 4 x 100 m mješovito, 4 x 100 m slobodno).